# Evolavia
Evolavia (Code AITA : 7B) est une compagnie aérienne italienne à bas coûts. Elle opère de l'aéroport d'Ancône et gère des vols à bas prix pour les destinations suivantes : Paris-Ancône, Paris-Palerme, Paris-Alghero (en Sardaigne).